# Babadağ
Babadağ est une ville et un district de la province de Denizli dans la région égéenne en Turquie.
Connu comme l'un des berceaux du textile turc, c'est la ville natale d'un grand nombre d'hommes d'affaires qui ont migré à Denizli, Izmir et Istanbul.
Ainsi, la plupart des entreprises textiles de la zone industrielle de Denizli sont tenues par des natifs ou originaires de Babadağ.

## Histoire
Fondé près du siège titulaire épiscopal catholique d'Attuda (en) (Hisarköy), il semble que celle-ci soit une ville de Lydie.

## Personnages célèbres
- Ahmet Nazif Zorlu (de), coprésident de Zorlu Holding